# Los Hornos
Los Hornos is een wijk in het Argentijnse bestuurlijke gebied La Plata in de provincie Buenos Aires. Het gebied heeft 54.406 inwoners.